# Informe Quintana

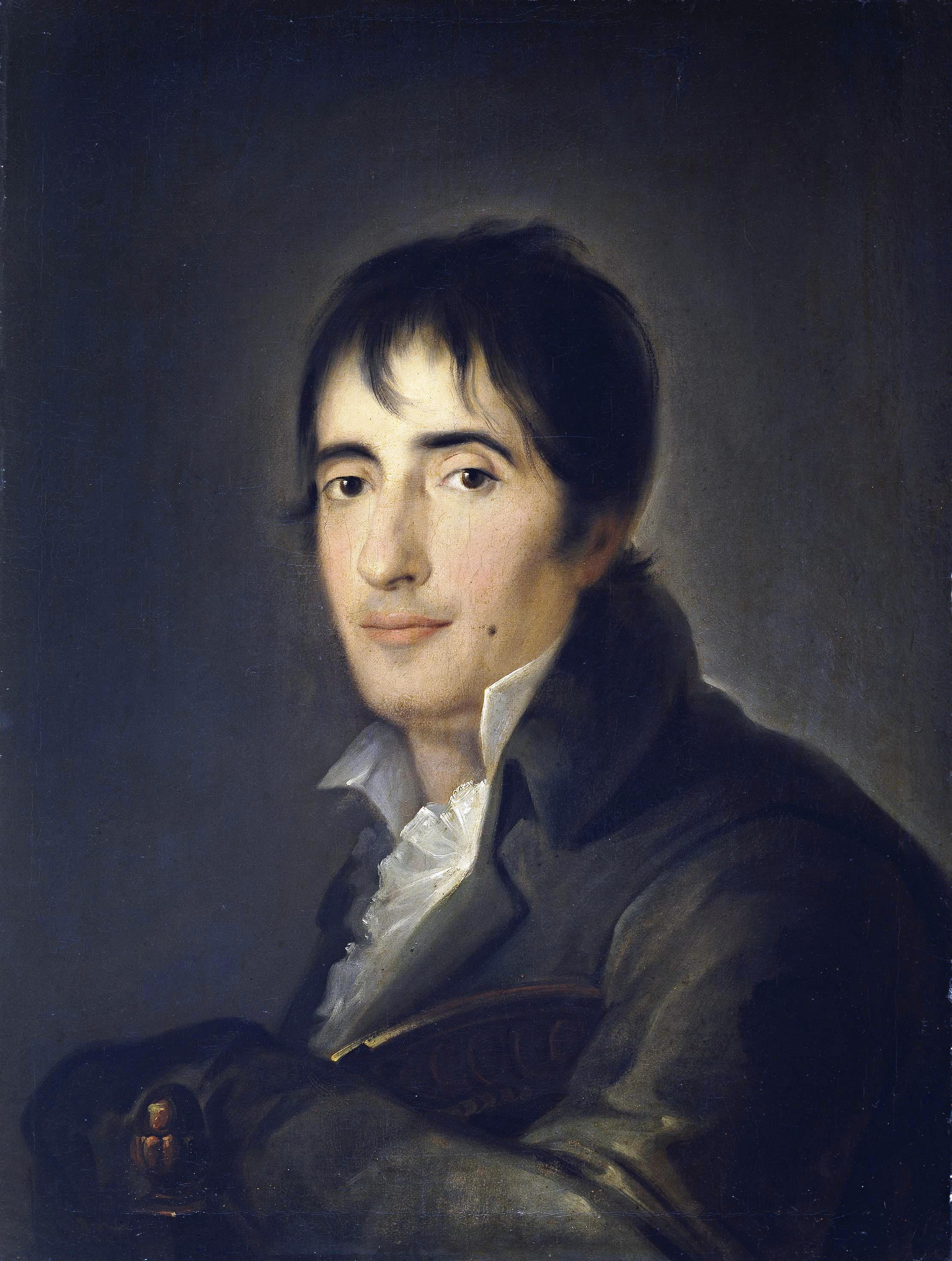
Manuel José Quintana (1772-1857).

Una vez promulgada la Constitución de 1812, algunos diputados liberales consideraron necesaria la elaboración de una Ley General de Instrucción Pública que desarrollara y ampliara los principios constitucionales. La Secretaría de Despacho de la Gobernación constituye en marzo de 1813 una Junta de Instrucción Pública a la que encarga un informe sobre la reforma general de la educación nacional. Redactado en apenas seis meses, el informe fue elaborado en la ciudad de Cádiz y firmado el 9 de septiembre de 1813 por los diputados Martín González de Navas, José de Vargas Ponce, Eugenio de Tapia, Diego Clemencín, Ramón Gil de la Cuadra y Manuel José Quintana, todos ellos miembros de la Junta de Instrucción Pública. 

## Denominación y antecedentes
El informe, de gran trascendencia en el futuro, recibió el nombre de uno de los firmantes, Manuel José Quintana, poeta y hombre de letras de gran relevancia. Consta de algo más de 30 páginas y analiza el estado de la educación en España en la primera década del siglo XIX. El informe, que adelanta algunas ideas para proceder al arreglo de los distintos ramos de Instrucción Pública, es el primer documento importante en que se plasman los principios más puros del liberalismo español en materia educativa. En 1814 se convertiría en Proyecto de Decreto para el arreglo general de la enseñanza pública, y vería la luz en 1821 como primer Reglamento General de Instrucción Pública, con algunas modificaciones. Las bases para su elaboración se habían tomado del Rapport sur l’instruction publique que el marqués de Condorcet había presentado ante la Asamblea Nacional francesa en 1792.

## Principios básicos
El Informe Quintana es una exposición de principios básicos. Se parte de la educación no solo como instrumento de reforma social, sino como medio idóneo e indiscutible para la evolución y el progreso de la sociedad. Por primera vez se atisba una fe ciega en la educación como motor de progreso humano: "al entrar en la vida ignoramos todo lo que podemos o debemos ser en adelante. La instrucción nos lo enseña; la instrucción desenvuelve nuestras facultades y talentos, y los engrandece y fortifica con todos los medios acumulados por la sucesión de los siglos en la generación y en la sociedad de que hacemos parte. Ella enseñándonos cuales son nuestros derechos, nos manifiesta las obligaciones que debemos cumplir: su objeto es que vivamos felices para nosotros, útiles a los demás (…)". 

## Características de la educación en la nueva sociedad liberal
La instrucción debe ser tan igual y tan completa como las circunstancias lo permita. Es decir, dar a todos los ciudadanos conocimientos extensibles a todos, siguiendo el principio liberal de la igualdad. La educación debe ser uniforme en todos los estudios, la razón lo dicta, la utilidad lo aconseja y la Constitución, de acuerdo con ambas, indispensablemente lo prescribe. Se trata de la uniformidad de los libros de texto y de los métodos de enseñanza para asegurar que los ciudadanos reciban una enseñanza y una instrucción igual, la misma calidad de educación. 
La enseñanza debe ser pública, que no se dé a puertas cerradas ni se limite solo a los alumnos que se alistan para instruirse y ganar curso. La escuela, por tanto, debe ser gratuita, especialmente la primera enseñanza. Debe ser libre: es preciso que tenga cada uno el arbitrio de buscarlo en dónde, cómo y con quién le sea más fácil y agradable su adquisición.
Para los liberales de 1813 la libertad de elección de centro docente no solo era conveniente porque el Estado, no pudiendo llegar a toda la nación, necesitara recurrir a establecimientos privados, como se decía antes aquí, sino por el desarrollo del propio concepto de libertad de enseñanza que quedaba bien patente: “Otro, en fin, de los atributos generales que deben acompañar a la instrucción es el de la libertad, porque no basta que el Estado proporcione a los ciudadanos escuelas en que adquieran los conocimientos que los han de habilitar para llenar las atenciones de la profesión a que se dediquen, es preciso que tenga cada uno el arbitrio de buscarlos en donde, como y con quien le sea más fácil y agradable su adquisición. No hay cosa más libre que el pensamiento; el camino y los medios de formarlo y perfeccionarlo deben participar de la misma franquía; y si la instrucción es un beneficio común a cuya utilidad todos tienen un derecho, todos deben tenerle también de concurrir a comunicarla. No se pone en duda ya que la perfección y la abundancia nacen de la concurrencia y de la rivalidad de los esfuerzos individuales, y que todo privilegio exclusivo, por naturaleza odioso, es destructor también por naturaleza de toda perfección y todo progreso en el ramo a que corresponde. En la instrucción seria más absurdo y más odioso todavía, puesto que la confianza sola, y las más grande confianza, es la que debe mediar entre el que comunica la enseñanza y el que la recibe. Por otra parte, los establecimientos de instrucción deben ser como los de beneficencia: acude a ellos el que los necesita, siendo libre a cualquiera recibir los auxilios que allí se proporcionan de la generosidad particular, cuando es tan dichoso, que la encuentra en su camino. En fin la libertad de enseñar, declarada a todos los que tengan discípulos que quieran ser instruidos por ellos, suple por la insuficiencia de medios para universalizar la instrucción, si se permite hablar así”.

## División y distribución de la enseñanza pública
“De estas tres enseñanzas la primera es la más importante, la más necesaria, y por consiguiente aquella en que el Estado debe emplear más atención y más medios” -dice el Informe.
- Primera enseñanza: universal
- Segunda enseñanza: general
- Tercera enseñanza: particular

Tras la división, aborda los medios, la dirección de las escuelas y liceos públicos, plantea la creación de una Dirección General de Estudios que centralice los avances de la educación en España y de la que dependa un cuerpo de inspección de la enseñanza pública. Termina, en el vértice de la pirámide, con la necesidad de que existiera una Academia Nacional, suma de las Reales Academias de la lengua y de la Historia y presidida por el mérito y la capacidad que dispusiera de las normas básicas para su impartición en las escuelas públicas. Cierra el informe con un apartado para el coste de los cambios planteados (Fondos, se titula) y calcula en 30.000 duros de la época las necesidades inmediatas de la puesta en marcha de las normas comprendidas en el informe.